# Hey Stephen (пісня)
«Hey Stephen» — це пісня, написана та записана американською співачкою та автором пісень Тейлор Свіфт для її другого студійного альбому Fearless (2008). Це кантрі-поп і тін-поп пісня про нерозділене кохання, натхненна закоханістю в реальному житті. Спродюсована Свіфт і Нейтаном Чапманом, «Hey Stephen» містить барабани, натхненні записами жіночих груп, контрабас, який рухає грув, і приглушений орган Гаммонда. У рецензіях на Fearless критики, які вибрали «Hey Stephen» як кульмінацію альбому, високо оцінили її причепливу мелодію та щирий текст про почуття підлітків. Пісня посіла 94 позицію в US Billboard Hot 100 і отримала золотий сертифікат Американської асоціації компаній звукозапису (RIAA).
Свіфт включила пісню «Hey Stephen» у сет-лист свого першого хедлайнерського туру Fearless Tour (2009–2010). Після суперечки 2019 року щодо права власності на попередній каталог Свіфт, вона перезаписала пісню під назвою «Hey Stephen (Taylor's Version)» для свого перезаписаного альбому Fearless (Taylor's Version) (2021). «Hey Stephen (Taylor's Version)» потрапила у чарти Австралії та Канади. У ретроспективному рейтингу деякі рецензії залишилися позитивними, але інші вважали трек банальним.

## Передумови та запис
Тейлор Свіфт писала пісні для свого другого студійного альбому «Fearless» під час гастролей на розігріві для інших кантрі-музикантів, щоб просувати свій однойменний дебютний студійний альбом у 2007–2008 роках, коли їй було 17–18 років. Свіфт і продюсер Нейтан Чапман записали понад 50 пісень для Fearless, і була однією з 13 пісень, які увійшли до фінальної версії. Вони спродюсували трек, а Джастін Нібенк звів його на студії Blackbird Studios у Нашвіллі. У примітках до альбому таємним посланням пісні є «Love and Theft» із посиланням на однойменну групу, яка відкривала для неї концерти у 2008 році.
Коли журналіст Rolling Stone Остін Скеггс запитав, чи був Стівен реальною людиною, Свіфт відповіла: «У мене немає жодних проблем з іменами. Моя особиста мета — щоб мої пісні були настільки детальними, щоб хлопець, про якого написана пісня, знав, що це про нього.» Натхненням для створення пісні був учасник групи «Love and Theft» Стівен Баркер Лайлз, з яким у неї були дружні стосунки. Після виходу Fearless Свіфт надіслала йому повідомлення про пісню. Вона пригадала, що було «весело» помістити в альбом особисте зізнання, з яким їй «доведеться мати справу», і було «цікаво» знати, що про це скаже Лайлз. Лайлз сказав The Boot (2009): «Я відчув велике полегшення, коли це виявилась гарна пісня, і насправді це одна з найкращих речей, які хтось коли-небудь робив для мене». Він написав «Try to Make It Anyway» як пісню-відповідь Свіфт, коли вони разом гастролювали, і випустив її для завантаження та стрімінгу у 2011 році.

## Релізи

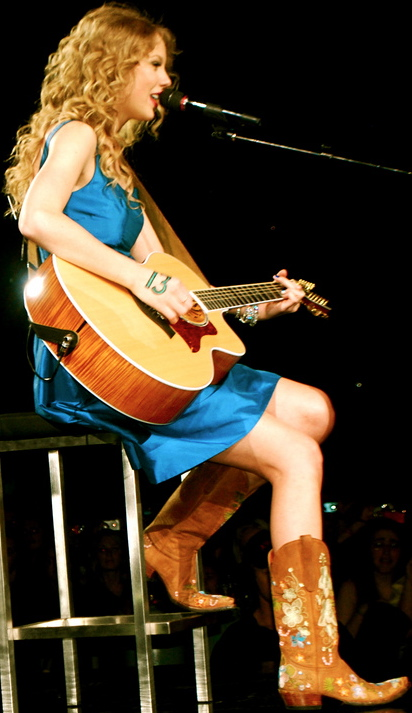
Тейлор Свіфт (на фото у 2010 році) у турі Fearless Tour, в сет-лист якого входила «Hey Stephen»

«Hey Stephen» була випущена в альбомі Fearless 11 листопада 2008 року лейблом Big Machine Records. 29 листопада 2008 року вона увійшла та досягла 94-ї позиції в чарті US Billboard Hot 100. Американська асоціація компаній звукозапису (RIAA) сертифікувала пісню як золоту, позначаючи 500 000 одиниць на основі продажів і стрімінгу. Свіфт виконала пісню наживо під час свого австралійського дебютного концерту в Тіволі в Брісбені 5 березня 2009 року. «Hey Stephen» була частиною акустичної сесії в середині шоу під час туру Fearless Tour (2009–2010). У середині виступу Свіфт йшла до проходу, щоб привітати та обійняти своїх фанів. Вона виконала «Hey Stephen» як «пісню-сюрприз» поза звичайним сет-листом на Reputation Stadium Tour 18 вересня 2018 року в Сент-Луїсі та на The Eras Tour 14 травня 2023 року у Філадельфії та 11 травня 2024 в Парижі.
Після підписання нового контракту з Republic Records, у листопаді 2020 року Свіфт почала перезапис своїх перших шести студійних альбомів. Свіфт і Крістофер Роу спродюсували перезаписаний трек «Hey Stephen», який був записаний Девідом Пейном у студії Black Bird і Prime Recording Studios у Нашвіллі. Роу записав головний вокал Свіфт у своїй домашній студії в Лондоні, а Сербан Генеа звів трек у MixStar Studios у Вірджинія-Біч, штат Вірджинія.
Перезапис «Hey Stephen» із підзаголовком «Taylor's Version» був випущений у Fearless (Taylor's Version). Свіфт опублікувала фрагмент «Hey Stephen (Taylor's Version)» у своєму Twitter-акаунті 8 квітня 2021 року, за день до того, як Republic Records випустив Fearless (Taylor's Version). «Hey Stephen (Taylor's Version)» потрапив у чарти Австралії (86) та Канади (68). Він досяг 105 місця в Billboard Global 200. У Сполучених Штатах «Hey Stephen (Taylor's Version)» посіла перше місце в рейтингу Bubbling Under Hot 100 і 28 місце в Billboard Hot Country Songs.

## Музика та слова
«Hey Stephen» — це кантрі-поп і тін-поп пісня. Критики описали її як «плавну» та «грайливу». Інструменти в пісні включають струнну гітару, контрабас, який рухає своїм грувом, і приглушений орган Гаммонда. Трек містить барабанний ритм, який Роб Шеффілд з Rolling Stone вважав нагадуючим «Be My Baby» (1963) гурту Ronettes, а Марія Шерман з NPR Music сказала, що він нагадує класичні записи жіночої групи Motown. Свіфт використовує ad-libs і тихо сміється перед останнім приспівом. Трек починається й закінчується мугиканням Свіфт. В оригінальній пісні 2008 року клацання пальцями приписують дітям Мартіни Макбрайд та їхнім друзям, які одного дня відвідали Свіфт, коли вона була в студії звукозапису чоловіка Макбрайд, Джона. Перезаписана пісня «Hey Stephen (Taylor's Version)» має таке ж аранжування, що призвело до того, що Джо Коскареллі з New York Times прокоментував, що вона звучить «більше переробленою ніж перезаписаною». Майкл А. Лі, професор комерційної музики, виявив деякі незначні зміни: голос Свіфт став насиченішим і менш з придихом, а тарілки в брейку стали голоснішими.
У пісні йдеться про нерозділене кохання до, здавалося б, недосяжного хлопця. Головний герой — хлопчик, яким цікавляться «всі дівчата», і хоча вони кидають каміння у його вікно, щоб привернути його увагу, героїня Свіфт каже Стівену, що вона єдина, хто «чекає там, навіть коли холодно». «Hey Stephen» містить деякі ліричні мотиви, які повторюються в багатьох інших піснях Свіфт, наприклад дощ («Нічого не можу вдіяти, якщо я так хочу поцілувати тебе під дощем») та очікування когось біля вікна. В один момент Свіфт співає: «Гей, Стівене, чому люди завжди йдуть/ Я думаю, що ми з тобою повинні залишатися такими ж». Біограф Лів Спенсер пояснює цю лірику враженням від гастролей Свіфт, які «іноді означають забагато прощань». У бриджі героїня Свіфт згадує причину, чому Стівен повинен зустрічатися з нею: «Усі ті інші дівчата, ну, вони гарні, але чи напишуть вони для тебе пісню?» Кен Такер вважав, що цей текст демонструє «впевнене почуття гумору» Свіфт, а музикознавець Джеймс Е. Пероне зазначив, що це долучило Свіфт до традиції співаків і авторів пісень 1970-х років згадувати свою професію автора пісень у власних творах. У 2021 році в статті для Gigwise Келсі Барнс сказала, що «Hey Stephen» є прикладом творчості Свіфт у написанні пісень: трек відображає її бажання, щоб її «побачили, зрозуміли та любили інші», тема, яка повторюється в багатьох пізніших піснях. Для Барнс це дало змогу зазирнути в особисте життя Свіфт, перш ніж воно стало сенсаційним у пресі.

## Рецензії
У рецензіях на альбом Fearless багато критиків вибрали «Hey Stephen» як найяскравіший момент. Вони позитивно відзначили, як «Hey Stephen» зображує універсальні підліткові почуття до кохання та закоханості — Крейг С. Семон з Telegram & Gazette сказав: «Невимушеного та грайливого зізнання Свіфт достатньо, щоб змусити когось почервоніти». Інші хвалили написання пісень Свіфт за мелодії, що запам’ятовуються. Ларрі Роджерс в The Arizona Republic написав, що цей трек був «співучим поп», а Кріс Річардс у The Washington Post похвалив його «непереборну посмішку», яка могла «назавжди [заселитися] у вашому гіпокампі». Джоді Розен у рецензії для Rolling Stone вибрала цю пісню як приклад написання пісень Свіфт, який підкреслив її «особливий шарм» у Fearless: «Її музика поєднує в собі майже неупереджений професіоналізм — вона настільки ретельно створена, що звучить так, ніби вона була науково розроблена в фабриці хітів — із зізнаннями, які є неймовірно інтимними та правдивими». У журналі Slant Magazine Джонатан Кіф вибрав «Hey Stephen» як одну з найчарівніших пісень альбому та високо оцінив емоційні почуття, які резонували з основною аудиторією підлітків, але він відчував, що їй бракує вишуканості, яку їй приписували інші.
У ретроспективних рецензіях на пісню, Шеффілд і Нейт Джонс з Vulture похвалили її причепливу мелодію. Джонс писав: «Свіфт проявляється як автор, виконавець і продюсер на цьому переможному глибокому кроці». Джон Брім із Star Tribune описав пісню «Hey Stephen» як «ідеальну шкільну поп-музику» і вибрав її як кульмінацію на Fearless. Оглядаючи перезаписану «Hey Stephen (Taylor's Version)», Хізер Тейлор-Сінгх в Exclaim! сказала, що вона зберегла щирі емоції оригіналу, а Росс Хортон з The Line of Best Fit написав, що вона залишилася «розкішною», як і раніше. Деякі інші не були такими похвальними. Хейзел Сіллз із Pitchfork сказала, що «надзвичайна специфіка треку», який виглядає як «копія щорічника Свіфт, до якого ми якось причетні» був занадто для вже особистого альбому. Мері Сірокі в Consequence назвала «Hey Stephen» піснею, що запам'ятовується, але написала про «мелодію, що повторюється» і «штамповані» ліричні мотиви, які роблять її найменш переконливою в альбомі. Для Пероне, попри те, що текст звичний та банальний, «виконання Свіфт та її мелодійність роблять пісню приємною та захоплюючою».

## Персонал
«Hey Stephen» (2008)
| - Тейлор Свіфт — продюсерка, авторка пісні - Нейтан Чапман — продюсер - Дрю Болман — асистент зведення - Чед Карлсон — інженер звукозапису - Джастін Нібенк — зведення - Ендрю Баверс — клацання пальцями |  | - Буррус Кокс — клацання пальцями - Керолін Купер — клацання пальцями - Лорен Елкан — клацання пальцями - Делейні Макбрайд — клацання пальцями - Емма Макбрайд — клацання пальцями - Ніколас Браун — інструменти |

«Hey Stephen (Taylor's Version)» (2021)
| - Тейлор Свіфт — авторка пісні, продюсерка, головний вокал - Крістофер Роу — запис вокалу, продюсер - Макс Бернштейн — вібрафон - Метт Біллінгслі — ударні, клацання пальцями - Кейтлін Евансон — бек-вокал - Дерек Гартен — додатковий інженер - Сербан Генеа — зведення |  | - Джон Гейнс — інженер - Амос Геллер — бас-гітара - Майк Медовз — акустична гітара, орган Гаммонда, клацання пальцями, бек-вокал - Девід Пейн — запис - Ловелл Рейнольдс — асистент інженера звукозапису - Джонатан Юдкін — скрипка, запис скрипки |

## Нотатки
1. ↑  «Таємні послання» пісень Свіфт розшифровуються шляхом розташування певних великих літер у текстах кожної пісні, надрукованих у буклеті альбому, у тому порядку, у якому вони з’являються для написання певного слова чи фрази.